# Костадин Грозев
Костадин Иванов Грозев е български историк американист и университетски преподавател, професор в Софийския университет „Св. Климент Охридски“.

## Биография
Роден е на 24 април 1961 г. в Пловдив. През 1985 г. завършва специалност „История“ и втора специалност „Английска филология“ в Софийския университет „Св. Климент Охридски“. От 1989 до 1990 е инспектор в Деканата на Историческия факултет на Софийския университет. През 1990 г. защитава докторска дисертация на тема „Демократическата партия и движението за реформи в политическата система на САЩ (1969 – 1972)“. От 1990 г. е старши асистент в Катедрата по нова и съвременна история в Историческия факултет, а от 1993 г. – главен асистент. През 2007 се хабилитира за доцент с изследването „Белият дом и Студената война. Избори и дипломация 1948 – 1964 г.“. От 2017 г. е професор.
Починал на 3 ноември 2017 г. в София.

## Научна дейност
От 2010 г. проф. Грозев е научен директор на Университетския комплекс по хуманитаристика „Алма матер“ към Софийския университет. В своята дейност като научен директор създава партньорства с български и международни институции. С това допринася за развитието на научната програма на Комплекса по хуманитаристика и за обогатяването на изследователския профил на Софийския университет. Подпомага създаването и развитието на дълготрайни партньорства с Комисията по досиетата, Държавна агенция „Архиви“, Университета в Баку, Асоциацията по американистика, Комисията за образователен обмен „Фулбрайт“ и много други инициативи. Едно от последните му начинания е създаването на Софийски форум за научна дипломация в партньорство със Столична община и други организации.
Костадин Грозев е автор на множество научни трудове, по-известните от тях са:
- „Кризата в политическата система на САЩ в края на 60-те г.“ (1991)
- „Демократическата партия и движението за реформи в политическата система на САЩ (1969 – 1971)“ (1989)
- „Фактори в политическото развитие на САЩ в края на 60-те г.“ (1991)
- „Американското общество в търсене на алтернатива (края на 60-те години)“ (1995)
- „Лорд Джеймс Брайс – либерал и хуманист от викторианската епоха“ (1995)